# Губа Андреева
Губа Андреева — губа на Мурманском берегу Баренцева моря. Вдаётся в северо-западную часть берега губы Западная Лица. Открыта к югу, вдается в материк на 1,1 км. Ширина у входа 0,75 км. Максимальная глубина свыше 50 м.

## Общие сведения
Названа в честь Н. П. Андреева (1850—1906) — врача шхуны «Бакан».
В губу впадает несколько ручьёв. Берега губы в основном низменные, с возвышениями из каменистых сопок до 100 м высотой. Глубина залива постепенно уменьшается к вершине губы.
Населённых пунктов на берегах губы нет. Административно бухта входит в городской округ ЗАТО город Заозёрск Мурманской области России.

## Проблема отходов
На западном берегу залива была расположена 569-я береговая техническая база Северного флота России, введённая в эксплуатацию в 1961 году. За годы Холодной войны на базе скопилось большое количество отработанного топлива, извлеченного из реакторов ядерных ПЛАРБ Северного флота СССР.
В феврале 1982 года на хранилище отработанного ядерного топлива произошла радиационная авария, в результате которой в воды губы Андреева и Баренцева моря вытекло около 700 тыс. тонн высокорадиоактивной воды.
По мнению наблюдателей, склад ядерных отходов, содержащийся в условиях недостаточного финансирования, представляет серьёзную опасность катастрофы, сравнимой по масштабам с аварией на Чернобыльской АЭС.
27 июня 2017 года был введён в эксплуатацию промышленный комплекс, предназначенный для извлечения отработанного ядерного топлива из хранилищ базы. Ядерные отходы будут отправляться на переработку и захоронение в Челябинскую область на комбинат «Маяк». Средства для финансирование проекта в объёме около 100 млн долл. США выделил международный консорциум под эгидой Европейского банка реконструкции и развития. Предполагаемый срок полной очистки хранилищ составляет 5 лет.